# Élection présidentielle en Tunisie
L'élection présidentielle en Tunisie est un scrutin permettant la désignation au suffrage universel du président de la République tunisienne pour un mandat de cinq ans. Le premier président élu est Habib Bourguiba en 1959. Les élections ont lieu durant les trente derniers jours du mandat présidentiel en cours.

## Qualité d'électeur
Chaque électeur doit :
- être âgé d'au moins 18 ans le jour du scrutin ;
- être un citoyen tunisien ou naturalisé depuis au moins cinq ans ;
- jouir de ses droits civils et politiques ;
- n'avoir jamais été condamné pour un crime ou un délit (avec une peine de prison de plus de trois mois sans sursis), mis sous tutelle, déclaré en faillite non réhabilitée, être atteint de maladie mentale, être en service actif dans l'armée ou les forces de sécurité intérieures[1].

## Candidatures

### Conditions
Chaque candidat doit :
- avoir la qualité d'électeur ;
- être musulman ;
- être de nationalité tunisienne depuis la naissance sans discontinuité et avoir exclusivement cette nationalité ;
- être de père, de mère, de grands-pères paternel et maternel tunisiens demeurés tous de nationalité tunisienne sans discontinuité ;
- être âgé de 40 ans au moins et de 75 ans au plus le jour de la présentation de sa candidature.

### Dépôt
Les dépôts de candidature sont présentées au Conseil constitutionnel au cours du deuxième mois précédant le jour de l'élection. Aucune demande de candidature ne peut être retenue si elle n'est présentée à titre individuel ou collectif, par au moins trente citoyens parmi les membres de la Chambre des députés ou les présidents des conseils municipaux. Ces élus doivent adresser au Conseil constitutionnel une déclaration relative à la présentation du candidat qui doit être établie sur papier libre et comporter leurs signatures légalisées. Après vérification de la régularité des candidatures, le Conseil constitutionnel arrête la liste des candidats et en fait la déclaration trois jours après l'expiration du délai de présentation des candidatures.

## Déroulement du scrutin
Le président de la République est élu à la majorité absolue des suffrages exprimés. Lorsque cette majorité n'est pas obtenue au premier tour, un second tour est organisé le deuxième dimanche suivant le jour du scrutin. Ne peuvent participer au second tour que les deux premiers candidats ayant obtenu le plus grand nombre des suffrages exprimés au premier tour.

## Historique
- Élection présidentielle tunisienne de 1959
- Élection présidentielle tunisienne de 1964
- Élection présidentielle tunisienne de 1969
- Élection présidentielle tunisienne de 1974
- Élection présidentielle tunisienne de 1989
- Élection présidentielle tunisienne de 1994
- Élection présidentielle tunisienne de 1999
- Élection présidentielle tunisienne de 2004
- Élection présidentielle tunisienne de 2009
- Élection présidentielle tunisienne de 2011 (par les membres de l'Assemblée constituante)
- Élection présidentielle tunisienne de 2014
- Élection présidentielle tunisienne de 2019
- Élection présidentielle tunisienne de 2024

## Résultats
| Élection          | Candidat                | Résultat | Parti politique                                  |
| ----------------- | ----------------------- | -------- | ------------------------------------------------ |
| 8 novembre 1959   | Habib Bourguiba         | 91 %     | Néo-Destour                                      |
| 8 novembre 1964   | Habib Bourguiba         | 96 %     | Parti socialiste destourien (PSD)                |
| 2 novembre 1969   | Habib Bourguiba         | 99,76 %  | PSD                                              |
| 3 novembre 1974,  | Habib Bourguiba         | 99,85 %  | PSD                                              |
| 2 avril 1989      | Zine el-Abidine Ben Ali | 99,27 %  | Rassemblement constitutionnel démocratique (RCD) |
| 20 mars 1994      | Zine el-Abidine Ben Ali | 99,91 %  | RCD                                              |
| 24 octobre 1999,  | Zine el-Abidine Ben Ali | 99,45 %  | RCD                                              |
| 24 octobre 1999,  | Mohamed Belhaj Amor     | 0,31 %   | Parti de l'unité populaire (PUP)                 |
| 24 octobre 1999,  | Abderrahmane Tlili      | 0,23 %   | Union démocratique unioniste (UDU)               |
| 24 octobre 2004   | Zine el-Abidine Ben Ali | 94,49 %  | RCD                                              |
| 24 octobre 2004   | Mohamed Bouchiha        | 3,78 %   | PUP                                              |
| 24 octobre 2004   | Mohamed Ali Halouani    | 0,95 %   | Mouvement Ettajdid                               |
| 24 octobre 2004   | Mounir Béji             | 0,79 %   | Parti social-libéral (PSL)                       |
| 25 octobre 2009   | Zine el-Abidine Ben Ali | 89,62 %  | RCD                                              |
| 25 octobre 2009   | Mohamed Bouchiha        | 5,01 %   | PUP                                              |
| 25 octobre 2009   | Ahmed Inoubli           | 3,80 %   | UDU                                              |
| 25 octobre 2009   | Ahmed Brahim            | 1,57 %   | Mouvement Ettajdid                               |
| 12 décembre 2011  | Moncef Marzouki         | 75,74 %  | Congrès pour la République                       |
| 21 décembre 2014, | Béji Caïd Essebsi       | 55,68 %  | Nidaa Tounes                                     |
| 21 décembre 2014, | Moncef Marzouki         | 44,32 %  | Congrès pour la République                       |
| 13 octobre 2019   | Kaïs Saïed              | 72,71 %  | Indépendant                                      |
| 13 octobre 2019   | Nabil Karoui            | 27,29 %  | Au cœur de la Tunisie                            |
| 6 octobre 2024    | Kaïs Saïed              | 90,69 %  | Indépendant                                      |
| 6 octobre 2024    | Ayachi Zammel           | 7,35 %   | Azimoun                                          |
| 6 octobre 2024    | Zouhair Maghzaoui       | 1,97 %   | Mouvement du peuple                              |